# Enteucha cyanochlora
Enteucha cyanochlora là một loài bướm đêm thuộc họ Nepticulidae. Nó là loài duy nhất được tìm thấy ở Guyana.